# Iva Janžurová

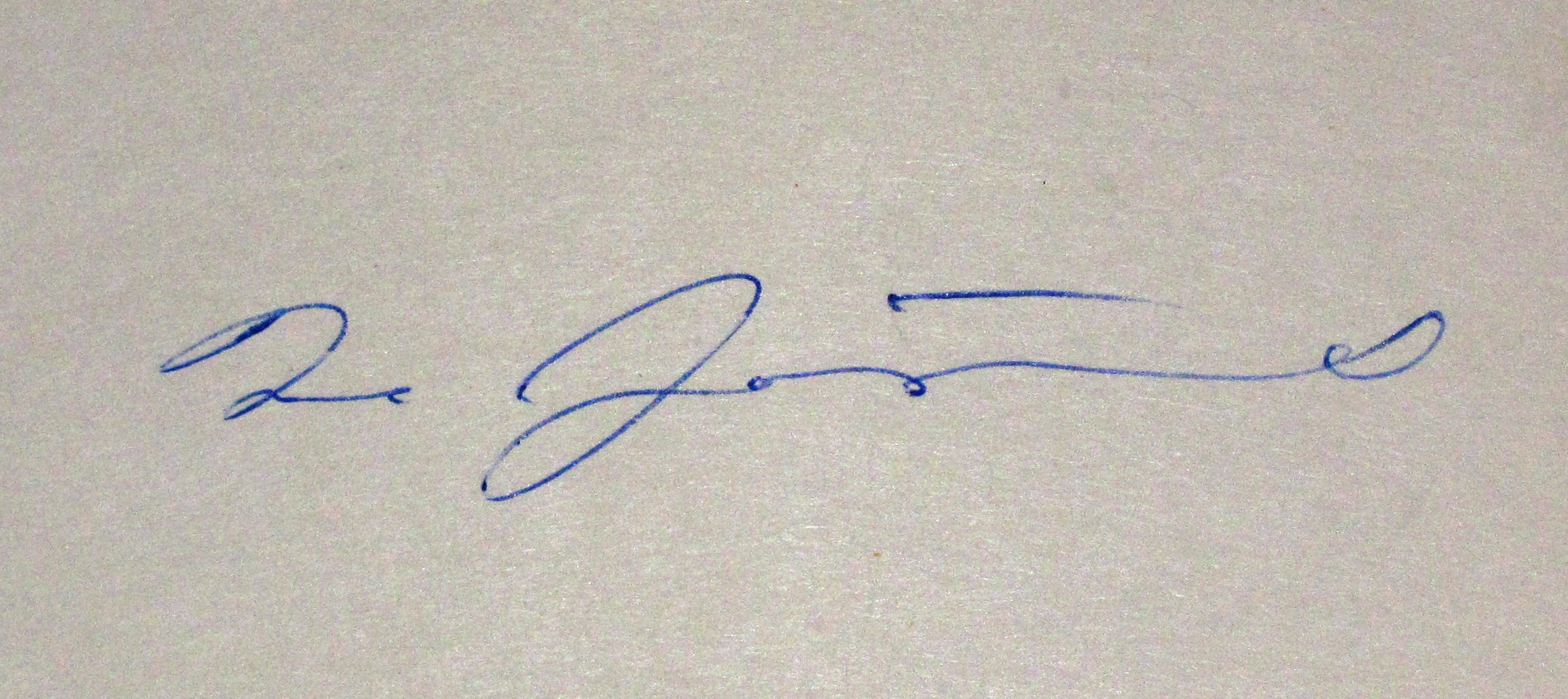
Autograf Ivy Janžurovej (1984)

Iva Janžurová (ur. 19 maja 1941 w Žirovnicy w Protektoracie Czech i Moraw, obecnie Czechy) – czeska aktorka telewizyjna, teatralna i filmowa.

## Życiorys

### Wczesne lata
Urodziła się w Žirovnicy koło Pelhřimova jako córka pary nauczycielskiej. Idąc za przykładem swoich rodziców, uczęszczała do Gimnazjum Pedagogicznego w Czeskich Budziejowicach, ale ostatecznie zainteresowała się teatrem. W 1963 ukończyła studia na Wydziale Teatralnym Akademii Sztuk Scenicznych w Pradze.

### Kariera
Przez jeden sezon występowała w Teatrze F.X Szaldy w Libercu. W latach 1964–1988 związana była z Teatrem na Vinohradach. Od roku 1988 została aktorką praskiego Teatru Narodowego.
Już w latach sześćdziesiątych zasłynęła rolą Kristy w dramacie Karel Kachyňy Wóz do Wiednia (Kočár do Vídně, 1966) u boku Jaromíra Hanzlíka, a także w komediach – Pensión pro svobodné pány (1967) jako Andela, kochanka Mulligana (Josef Abrhám) i Svatba jako řemen (1967) jako Hanicka. 
Za rolę aktorki Evelyny Kelettiovej w komedii fantastycznonaukowej Václava Vorlíčka Jest pan wdową, proszę pana! (Pane, vy jste vdova!, 1970), otrzymała nagrodę dla najlepszej aktorki na festiwalu Fantastic Films w Trieście. W dramacie Juraja Herza Lampy naftowe (Petrolejové lampy, 1971), prezentowanym na 25. Festiwalu Filmowym w Cannes, wystąpiła jako starzejąca się panna Štěpa Kiliánová, której matka nieustannie swata kandydatów na mężów. W ekranizacji powieści Aleksandra Grina Morgiana (1972) zagrała podwójną rolę Kláry i Viktorie. 
W latach 70. i 80. stała się jedną z najbardziej wziętych aktorek. Oprócz komedii, takich jak Jutro się policzymy, kochanie (Zítra to roztočíme, drahoušku…!, 1976) jako Alena Bartáčková czy Mareczku, podaj mi pióro! (Marečku, podejte mi pero!, 1976) jako Týfová, Szpinak czyni cuda! (Což takhle dát si špenát, 1977) jako kierowniczka zakładu kosmetycznego, wystąpiła w wielu produkcjach telewizyjnych, takich jak dramat Ikarův pád (1977) z Vladimírem Menšíkiem, baśń Strach ma wielkie oczy (Strach má velké oči, 1980) jako Baba Jaga Magi z Rudolfem Hrušínský czy serialach Szpital na peryferiach (Nemocnice na kraji města, 1977–1981) jako siostra Marta Huňková-Pěnkavová i Arabela (1979–1980) jako nauczycielka fortepianu – panna Miriam Müllerová. Często występowała także w programach rozrywkowych.
Od lat 90. gra także ze swoim życiowym partnerem Stanislavem Remundą, aktorem, reżyserem i dramaturgiem, oraz córkami – Sabiną (ur. 18 maja 1972) i Theodorą (ur. 28 stycznia 1974) w rodzinnym teatrze. Ma czworo wnuków - Alfreda, Kajetana, Vincenta i Adyna.
Jest laureatką dwóch Czeskich Lwów dla najlepszej aktorki w roli głównej w komediodramacie Co złapiesz w życie (Co chytneš v žitě, 1998) jako panna młoda Jindřiška i komedii Alice Nellis Małe sekrety (Výlet, 2002) w roli matki. Jako Helena Zachová w komedii Alice Nellis Ene bene (2000) zdobyła nagrodę dla najlepszej aktorki na Międzynarodowym Festiwalu Filmowym w Soczi. Jest także laureatką nagrody im. Alfréda Radoka i nagrody Talii. W 2006 została odznaczona Medalem Za zasługi II stopnia.

## Wybrana filmografia
- 1970: Jest pan wdową, proszę pana! (Pane, vy jste vdova!) jako Evelyna Kelettiová
- 1970: Panowie, zabiłem Einsteina' (Zabil jsem Einsteina, pánové!) jako Betsy, żona Franka
- 1970: Trup w każdej szafie (Čtyři vraždy stačí, drahoušku!) jako Kate
- 1970: Piekielny miesiąc miodowy (Ďábelské líbánky) jako Ester
- 1975: Łobuziaki (Páni kluci) jako ciocia Apolena
- 1976: Mareczku, podaj mi pióro! (Marečku, podejte mi pero!) jako Týfová
- 1976: Cyrk w cyrku (Cirkus v cirkuse) jako docent Whistler
- 1976: Jutro się policzymy, kochanie (Zítra to roztočíme, drahoušku…!) jako Alena Bartáčková
- 1977: Szpinak czyni cuda! (Což takhle dát si špenát) jako Libuša Lišková / Marcelka Lišková
- 1977–1981: Szpital na peryferiach (Nemocnice na kraji města) jako siostra Marta Huňková-Pěnkavová
- 1979–1980: Arabela jako panna Miriam Müllerová, nauczycielka fortepianu
- 1980: Wiedzą sąsiedzi, jak kto siedzi (Co je doma, to se počítá, pánové...) jako Alena Bartácková
- 1989: Ja kocham, ty kochasz jako Viera
- 1994: Žiletky jako Chadimová
- 1998: Co znajdziesz w życie (Co chytneš v žitě)
- 2000: Ene bene jako Helena Zachová
- 2001: Mach, Šebestová a kouzelné sluchátko jako Królowa Zofia / Průchová
- 2002: Małe sekrety (Výlet) jako matka
- 2003: Diabli wiedzą po co (Čert ví proč) jako Apolena
- 2003: Szpital na peryferiach po dwudziestu latach (Nemocnice na kraji města po dvaceti letech) jako Marta Pěnkavová
- 2005: Hrubeš i Mareš są kumplami na dobre i na złe (Hrubeš a Mareš jsou kamarádi do deště) jako Lída Hrubešová
- 2007: Chyťte doktora jako Teściowa